# Петровка (Большеберезниковский район)
 Петровка  — село в Большеберезниковском районе Мордовии в составе Починковского сельского поселения.

## География
Находится у речки Кша на расстоянии примерно 11 километров по прямой на север-северо-запад от районного центра села Большие Березники.

## История
Основано в XVII веке. В 1863 году было отмечено как владельческая деревня из 80 дворов

## Население
| 2002 | 2010 |
| ---- | ---- |
| 57   | ↘45  |

Постоянное население составляло 57 человек (русские 95 %) в 2002 году, 45 в 2010 году.